# ファンダンゴ

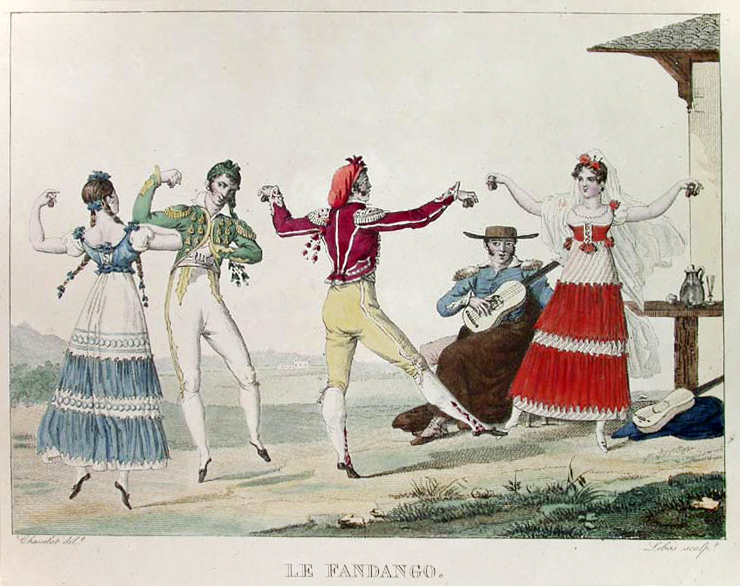
18世紀のカスティーリャのファンダンゴ・ダンサー

ファンダンゴ（Fandango）はスペイン起源のダンス、またはそれとともに歌われる歌あるいは音楽。特にフラメンコで男女ペアで踊るダンスが有名。
元来はギターと手拍子またはカスタネットで伴奏する活気あふれるダンスで、英語などではその様子から派生した「馬鹿騒ぎ」の意味でも使われる。元は6/8拍子で、その後3/8拍子、3/4拍子にもなった。
起源・語源は定かでないが、ポルトガル起源とも言われ、18世紀始めのスペインの記録に見える。18世紀末にはスペインのみならず全ヨーロッパで知られ、バレエやオペラにも取り上げられた。クラシック音楽でも、モーツァルトの『フィガロの結婚』を始め、多数の作品に残る。

## スペイン・ポルトガルのかつての植民地でも
現在はスペイン、ポルトガルのほか、かつてスペインの植民地だったフィリピンなどでもダンスとして残っている。
また、メキシコ南部のベラクルス州では、
人々が集いダンスを踊り楽器を奏で歌を歌う、コミュニティ全体で祝うパーティのことを「ファンダンゴ」と呼び、
人々はベラクルス州伝統の音楽であるソン・ハローチョの演奏に合わせ、サパテアドを踊る。

## アメリカ合衆国
毎年初夏、ベテランズ・デーの頃、アメリカ合衆国のサンディエゴとメキシコのティフアナの間の国境の金網越しに、両国のあらゆる音楽を交換し合うFandango at the Wall（スペイン語: Fandango Fronterizo）が2008年以来開かれている。この場合、ファンダンゴは「楽しい集まり」のような意味で使われている。